# Zgromadzenie Narodowe (Republika Zielonego Przylądka)
Zgromadzenie Narodowe (por. Assembleia Nacional) – jednoizbowy parlament Republiki Zielonego Przylądka, główny organ władzy ustawodawczej w tym kraju. Składa się z 72 deputowanych wybieranych na pięcioletnią kadencję. W wyborach stosuje się ordynację proporcjonalną. 
Zarówno czynne, jak bierne prawo wyborcze przysługuje obywatelom Zielonego Przylądka mającym ukończone 18 lat.
Pierwszą kobietą, w wyborach parlamentarnych w 1975 roku, wybraną do Zgromadzenia została Isaura Gomes z Afrykańskiej Partii Niepodległości Gwinei i Wysp Zielonego Przylądka.